# Hviezda
Hviezda (hovorově i Kukuričňák nebo Kukurica) je ubytovací zařízení Ozbrojených sil Slovenské republiky.
Je to rezidenční výšková budova s výškou 82 metrů, postavená v roce 1977 jako jedna z nejvyšších obytných budov v Bratislavě. Nachází se na rohu Račianské a Jarošové ulice, v uzavřeném areálu Ministerstva obrany Slovenské republiky. Do roku 1989 plnila funkci internátního zařízení Vojenské politické akademie Klementa Gottwalda, později se stala ubytovnou Vojenské pedagogické školy.